# Ляди (Крупський район)
Ляди (біл. вёска Ляды) — село в складі Крупського району Мінської області, Білорусь. Село підпорядковане Крупській сільській раді, розташоване в східній частині області.